# Friedrich Wilhelm Pfeiffer (Politiker)
Friedrich Wilhelm Pfeiffer (* 1. Juli 1831 auf Schloss Ermschwerd; † 23. Juni 1881 ebenda) war ein deutscher Gutsbesitzer und Abgeordneter des Kurhessischen Kommunallandtages des Regierungsbezirks Kassel. 

## Leben
Friedrich Wilhelm Pfeiffer wurde als Sohn des Gutsbesitzers und Abgeordneten Wilhelm Pfeiffer und dessen Gemahlin Caroline Liebenroth geboren. Er übernahm den von seinem Vater gepachteten Gutshof, der nach der Annexion Hessens durch Preußen im Jahre 1866 preußische Staatsdomäne wurde.

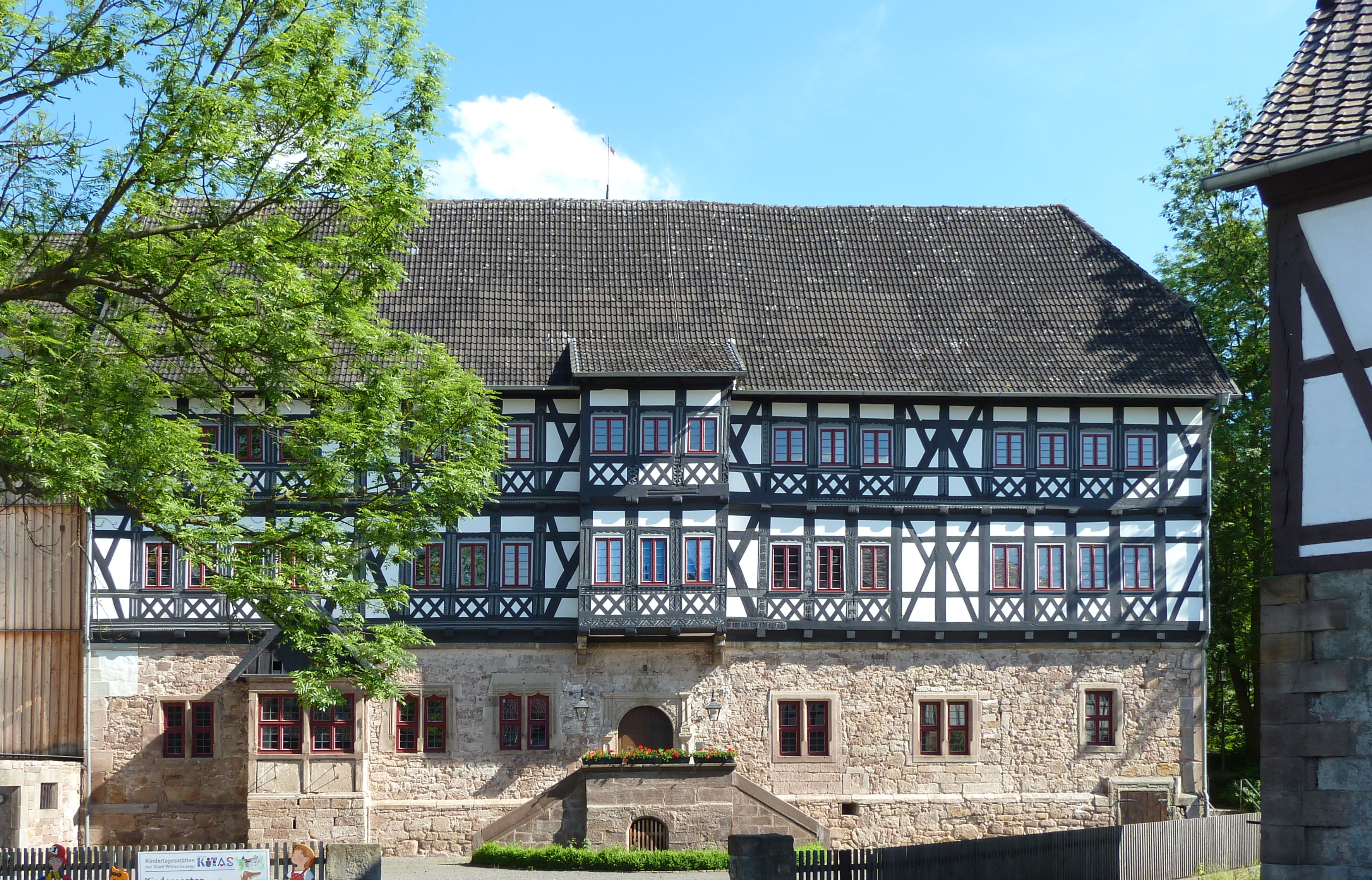
Schloss Ermschwerd:Geburtsort des Friedrich Wilhelm Pfeiffer

Als Vertreter der höchstbesteuerten Grundbesitzer und Gewerbetreibenden im Landkreis Witzenhausen erhielt er 1868 in indirekter Wahl ein Mandat für den Kurhessischen Kommunallandtag des Regierungsbezirks Kassel. 